# 崔維斯·維斯特
崔維斯·維斯特（英語：Travis Wester；1977年10月8日—）是一位美國演員。他出演過的最著名的作品是《飛越比佛利》。維斯特雖然主要出演電視劇，但也出演過不少電影，如《歐洲任我行》。

## 外部連結
- Travis Wester在互联网电影资料库（IMDb）上的資料（英文）
- Travis Wester at MySpace （页面存档备份，存于）